# Troepentransportschip

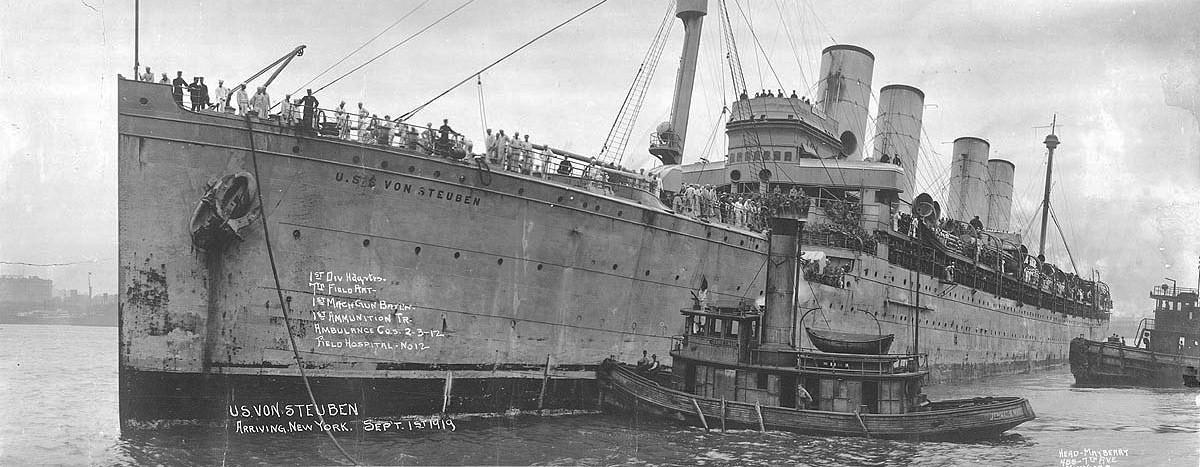
De USS Von Steuben komt aan in New York op 1 september 1919 met Amerikaanse troepen die in de Eerste Wereldoorlog in Frankrijk hebben gevochten

Een troepentransportschip, ook wel troepenschip genoemd, werden tijdens de Eerste Wereldoorlog en Tweede Wereldoorlog gevorderd door de marine van een oorlogvoerend land. Tijdens de Tweede Wereldoorlog werden troepentransportschepen in snel tempo gebouwd, zoals onder andere de liberty- en victory-schepen.
Meestal waren het dan voormalige passagiersschepen, grote cargo's of voormalige mailboten, die dan omgebouwd, grijs-blauw geschilderd en uitgerust werden voor militaire transporten over zee. Een hospitaalschip was eerder een voormalige passagiersschip, om de oorlogsgewonden en herstellenden, in een comfortabele situatie, naar de thuishavens vervoerd konden worden. Dit was in zekere vorm, ook een troepentransportschip, maar dan voor gewonde militairen, matrozen en piloten, alhoewel er ook burgervluchtelingen aan boord waren, die het oorlogsgeweld ontvluchtten.
Deze hospitaalschepen mochten in geen geval aangevallen worden, volgens de Conventie van Genève. Deze schepen waren neutrale bodems. Doch de "Britannic" werd toch het slachtoffer tijdens de Eerste Wereldoorlog.
Een voorbeeld van een troepentransportschip was de voormalige Belgische passagiersschip "Leopoldville". Dit schip werd op kerstdag 1944 met zeer veel militaire slachtoffers, getorpedeerd door de U-486.
De Amerikaanse troepentransportschepen vooral, waren grote vrachtschepen, voorzien van veel masten, kranen en laadbomen. Tijdens de landingen in Anzio, Normandië, Okinawa en Iwo Jima onder andere, vervoerden deze troepentransportschepen, troepen, tanks, landingsboten, en ander rollend materiaal. Met laadbomen en kranen werden de landingsboten te water gelaten en konden de troepen, langs touwnetten omlaag klimmen naar de landingsboten zoals onder andere De LCA-, DUKW's-, LCT-, LSI-, LST-  en LCI-landingsvaartuigen. Deze landingsvaartuigen werden overal ingezet, zoals in Anzio, Normandië, Iwo Jima, Okinawa en op nog andere landingszone's tijdens de Tweede Wereldoorlog. Speciale tanks zoals de Sherman A4-D7 DD (Duplex Drive) werden met kranen overboord gezet en konden op eigen tankmotorenkracht en drijvende gehouden door een opvouwbaar canvasscherm, naar het strand varen. 
Daar aangekomen liet men het drijfscherm zakken, om direct tot de aanval over te gaan.
Ook werden troepentransportschepen ingezet om de grote aantallen vluchtelingen uit Nederlands-Indië vlak voor en na de oprichting van Indonesië naar Nederland te transporteren. Dit gebeurde onder meer met het Britse stoomschip S.S. "Ranchi".
Tijdens de Falklandoorlog in de zomer van 1982, werden er Britse troepentransportschepen ingezet voor de landingen aldaar. 
Deze schepen hadden "sir" voor hun scheepsnamen, zoals onder andere HMS "Sir Galahad" (126,50 m lang, 18,22 m breed en 6.309 ton) , HMS "Sir Lancelot" (126,50 m lang, 18,22 breed en 6.309 ton) en HMS "Sir Percivale" (126,02 m lang, 17,94 breed en 6.207 ton), namen van de Ridders van de Ronde Tafel in Camelot. Deze schepen kregen het ook hard te verduren van de Argentijnse luchtmacht. Menige "sir" werden getroffen door granaten, maar HMS "Sir Galahad" kreeg een Argentijnse Exocetraket in de flank, tijdens een stranddropping van legermateriaal. Deze boorde in de scheepswand, om dan pas binnen het schip, tot explosie te komen.
Deze "Sir"-schepen voeren regelmatig door de sluizen van Antwerpen, toch vooral in de Boudewijnsluis of Van Cauwelaertsluis naar Groot-Brittannië en terug.
Ze hadden veelvuldige langwerpige ronde rietvormige fenders aan de zijwand hangen, tijdens het afmeren. Deze schepen mochten onder andere geen schade oplopen, 'althans in vredestijd'. Deze "sir's" hadden een opendraaiende voorsteven, net als een poort, om rollend legermaterieel te laden of te lossen of manschappen te droppen.
Uit veiligheidsoverweging, een mogelijke aanslag van de IRA, kregen deze troepentransportschepen voorrang, extra militaire bewaking op het sluisplateau, en een alleenschutting.